# Sanchong
Sanchong (chiń. upr. 三重区; chiń. trad. 三重區; pinyin Sānchóng qū; Wade-Giles San-chung ch’ü; pe̍h-ōe-jī Sam-tiông-khu) – dzielnica (chiń. 區, qū) miasta wydzielonego Nowe Tajpej na Tajwanie. Znajduje się w zachodniej części miasta.
23 czerwca 2009 komitet przy Ministrze Spraw Wewnętrznych Republiki Chińskiej zarekomendował przekształcenie dotychczasowego powiatu Tajpej (chiń. trad. 臺北縣; pinyin Taibei xiàn) w miasto wydzielone; wszystkie miasta (chiń. 市, shì), jak Sanchong, i gminy wchodzące w skład powiatu zostały przekształcone w dzielnice (chiń. 區, qū). Ustawa weszła w życie 25 grudnia 2010 roku.
Populacja dzielnicy Sanchong w 2016 roku liczyła 388 581 mieszkańców – 197 100 kobiet i 191 481 mężczyzn. Liczba gospodarstw domowych wynosiła 150 133, co oznacza, że w jednym gospodarstwie zamieszkiwało średnio 2,59 osób.

## Demografia (2010–2016)
| Rok  | Liczba ludności | Gęstość zaludnienia | Kobiety | Mężczyźni | Gospodarstwa domowe |
| ---- | --------------- | ------------------- | ------- | --------- | ------------------- |
| 2010 | 389 968         | 23 899              | 195 593 | 194 375   | 140 187             |
| 2011 | 390 421         | 23 927              | 196 295 | 194 126   | 142 515             |
| 2012 | 390 090         | 23 906              | 196 504 | 193 586   | 144 286             |
| 2013 | 389 813         | 23 889              | 196 684 | 193 129   | 145 732             |
| 2014 | 389 325         | 23 860              | 196 913 | 192 412   | 147 402             |
| 2015 | 388 447         | 23 806              | 196 690 | 191 757   | 148 489             |
| 2016 | 388 581         | 23 814              | 197 100 | 191 481   | 150 133             |